# Byrsonima hucherae
Byrsonima hucherae là một loài thực vật có hoa trong họ Malpighiaceae. Loài này được Moldenke mô tả khoa học đầu tiên năm 1941.